# Суёнгу
Суёнгу (кор. 수영구) — муниципальный район в восточной части Пусана, Корея. Обладает статусом самоуправления. Плотность населения — 17 768 чел./км². Один из центров культуры и туризма Пусана.
Район образован в 1995 году путём выделения из Намку. На северо-востоке ограничен рекой Суёнган. Название «Суён» происходит от «Кёнсан чвасуён», что означает командование флота провинции Кёнсан-Чвадо (или Левая Кёнсан, стоявшего в Сеуле, если смотреть на юг, налево от этого округа). Через район проходит 2-я линия Пусанского метрополитена с пятью станциями от станции «Миллак» до станции «Намчхон». Станция «Суён» является южным терминалом 3-й линии, что делает «Суён» важным пунктом транспорта метрополитена и пассажирских перевозок.

## Административное деление

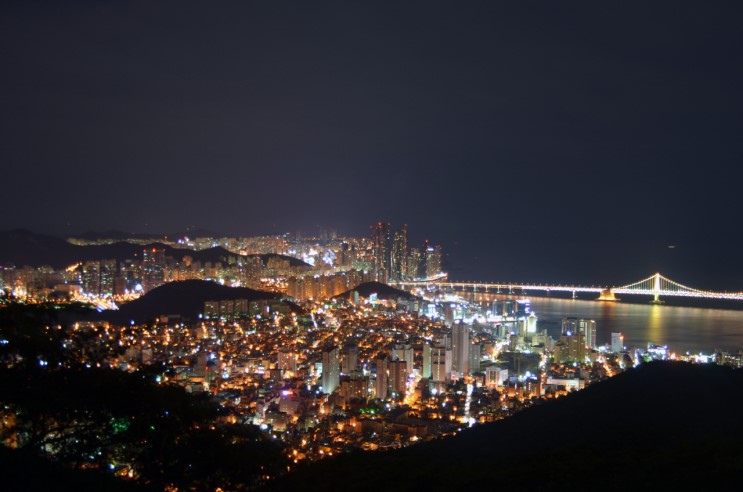
Вид на Суён-гу с горой Кымнёнсан

Суён-гу подразделяется на пять официальных тонов, которые вместе образуют 10 административных районов («тон»):
- Намчхондон (два административных района: Намчхон ильтон, Намчхон идон)
- Суёндон
- Манмидон (два административных района: Манми ильтон, Манми идон)
- Кванандон (четыре административных района: Кванан ильтон, Кванан идон, Кванан самдон, Кванан садон)
- Миллактон

### Музеи и культурный центры
- Музей истории Суён (в историческом парке Суён)
- Культурный центр Суён (на пляже Кваналли)
- Центр традиционного искусства Суён

### Парки
- Исторический парк Суён
- Парк Миллак

### Реки, пляжи и мосты
- Пляж Кваналли
- Мост Кванан
- Мост Миллак-тэгё
- Мост Суёнгё
- Мост Кваджонгё

### Горы
- Кымнёнсан
- Пэксан
- Чинджомальсан
- Пэсан